# Susanthika Jayasingheová
Susanthika Jayasingheová (* 17. prosince 1975 Udawaka) je bývalá srílanská sprinterka. Je jediným reprezentantem Srí Lanky, který získal medaili na mistrovství světa v atletice. Její osobní rekordy jsou 11,04 s na 100 metrů, 22,28 s na 200 metrů a 53,75 s na 400 metrů.
V roce 1994 získala stříbrnou medaili na Asijských hrách v běhu na 200 metrů, o rok později vyhrála mistrovství Asie v atletice. Vybojovala překvapivé druhé místo na Mistrovství světa v atletice 1997 v Athénách, o rok později byla distancována pro obvinění z užívání nandrolonu. Později byla omilostněna, celou aféru označila za pokus o pomstu ze strany srílanského ministra sportu poté, co odmítla jeho sexuální návrhy. Po návratu k závodění skončila na olympiádě 2000 v Sydney na třetím místě na dvoustovce; v roce 2009 byla olympijská vítězka Marion Jonesová usvědčena z dopingu a diskvalifikována, Jayasingheová se tak posunula na druhé místo. V roce 2002 získala pro tým Asie druhé místo na stovce na Kontinentálním poháru v atletice, ve stejném roce získala zlato na Asijských hrách a stala se mistryní Asie na 100 i 200 metrů. Obě sprinterské trati vyhrála i na Hrách Lusofonie 2006 a na mistrovství Asie 2007, na mistrovství světa v atletice 2007 získala bronzovou medaili. V roce 2009 ukončila závodní kariéru a porodila syna. Založila nadaci na podporu srílanských atletických talentů.